# Jochen Dieckmann (Journalist)
Jochen Dieckmann (* 11. September 1959) ist ein deutscher Journalist und Buchautor.

## Leben
Dieckmann wurde als Sohn einer Apothekerin und eines Apothekers geboren. Er legte sein Abitur am Ratsgymnasium Bielefeld im gleichen Jahrgang ab wie Hans Zippert, Ingolf Lück und Andreas Liebold.
Zwischen seinen journalistischen Tätigkeiten war er immer wieder als Fernfahrer unterwegs, anfangs mit Zielen wie die Türkei oder sozialistische Ostblockländer; später fuhr er für eine niederländische Spedition wieder LKW quer durch Europa und bis nach Nordafrika.
Von 1986 bis 1987 war Dieckmann Pressesprecher der Bürgerinitiative gegen die Wiederaufarbeitungsanlage Wackersdorf (WAA). Seit 1990 ist er journalistisch tätig für Hörfunk und Fachzeitschriften. Wie Steffen Hallaschka war er in den 1990er Jahren einer der Moderatoren der Jugendsendung „Radio unfrisiert“ des Hessischen Rundfunks. Von 2000 bis 2005 arbeitete er im Landtag NRW für die FDP-Abgeordneten Joachim Schultz-Tornau und bis zu dessen Tod auch für Jürgen W. Möllemann.
Im Jahre 2011 veröffentlichte Dieckmann das Buch: Geschlafen wird am Monatsende. Er moderierte bei „ET Radio“ die Sendung: TRANSPORT IM NETZ alles zum Thema „Transport und Logistik“.
Im Jahr 2019 erkundete Diekmann im Camper-Mobil das Projekt: Seidenstraße – One Belt, One Road von Wuppertal über China nach Kambodscha und schrieb sein Buch: Ferner Osten – Auf der Überholspur.
Jochen Dieckmann veröffentlichte am 2. November 2022 ein Buch in Hanoi auf seiner Reise in Vietnam mit dem Titel: NƯỚC ĐỨC TỪ Z VỀ A (dt. Deutschland von Z bis A). Das Buch ist im Frauen-Verlag in Hanoi erschienen.
Dieckmann lebt in Wuppertal. Seine Schwester ist die Künstlerin Bärbel Dieckmann.